# Vlaams Parlement (samenstelling 2004-2009)

Vlaamse verkiezingen

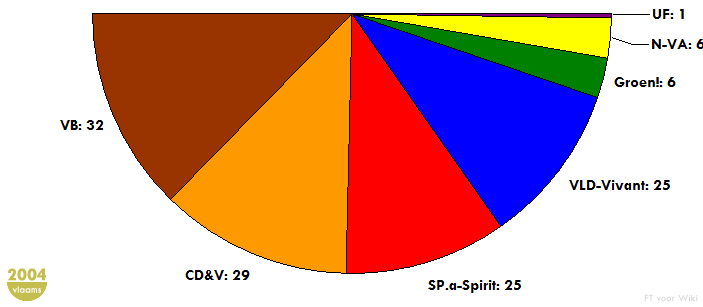
Inaugurale zetelverdeling van het Vlaams Parlement in 2004

Dit artikel geeft een lijst met leden van het Vlaams Parlement tussen 2004 en 2009, verkozen tijdens de verkiezingen van juni 2004. Het Vlaams Parlement telt 124 leden. De zetelverdeling gebeurt per provincie, in functie van het bevolkingsaantal.
Tijdens deze legislatuur was de regering-Leterme in functie, die steunde op een meerderheid van CD&V/N-VA, sp.a-Spirit en VLD-Vivant. Na het vertrek van Leterme naar de federale regering in 2007 nam de regering-Peeters I over. Het Vlaams Blok en Groen! waren de oppositiepartijen, samen met het UF. De legislatuur liep van 6 juli 2004 tot 30 april 2009.

## Samenstelling
| Begin legislatuur (2004) | Begin legislatuur (2004) | Begin legislatuur (2004) | Einde legislatuur (2009) | Einde legislatuur (2009) | Einde legislatuur (2009) |
| Fractie                  | Fractie                  | Zetels                   | Fractie                  | Fractie                  | Zetels                   |
| ------------------------ | ------------------------ | ------------------------ | ------------------------ | ------------------------ | ------------------------ |
|                          | Vlaams Blok              | 32                       |                          | Vlaams Belang            | 29                       |
|                          | CD&V                     | 29                       |                          | CD&V                     | 28                       |
|                          | VLD-Vivant               | 25                       |                          | Open Vld                 | 25                       |
|                          | sp.a-Spirit              | 25                       |                          | sp.a                     | 22                       |
|                          | Groen!                   | 6                        |                          | Onafhankelijk            | 7                        |
|                          | N-VA                     | 6                        |                          | Groen!                   | 6                        |
|                          | UF                       | 1                        |                          | N-VA                     | 6                        |
|                          |                          |                          |                          | UF                       | 1                        |

Wijzigingen in fractiesamenstelling:
- In 2006 verlaat Jean-Marie Dedecker de VLD-Vivant-fractie, die vanaf dan 24 zetels telt. Eerst zetelt hij als onafhankelijke, waarna hij toetreedt tot de N-VA-fractie die vanaf dan zeven leden telt. Korte tijd later verlaat Dedecker de N-VA-fractie en wordt hij opnieuw onafhankelijke. In 2007 verlaat Dedecker het Vlaams Parlement en wordt hij opgevolgd door Open Vld'er Patrick De Klerck. De Open Vld-fractie telt vanaf dan opnieuw 25 leden.
- In 2007 verlaten Jurgen Verstrepen en Monique Moens de Vlaams Belang-fractie, die vanaf dan nog 30 leden telt. Ze zetelen voortaan als onafhankelijke.
- In 2007 wordt N-VA'er Piet De Bruyn Vlaams Parlementslid. De N-VA-fractie telt vanaf dan zeven leden, terwijl de CD&V-fractie sindsdien 28 leden telt.
- In 2008 verlaat John Vrancken de Vlaams Belang-fractie, die voortaan 29 leden telt. Hij zetelt vanaf dan als onafhankelijke.
- In 2009 verlaat Gino De Craemer de N-VA-fractie, die vanaf dan zes leden telt. Hij zetelt sindsdien als onafhankelijke.
- In 2009 verlaten Els Van Weert, Bart Caron en Dirk De Cock de sp.a-fractie, die voortaan 22 leden telt. Ze zetelen vanaf dan als onafhankelijke.

## Lijst van volksvertegenwoordigers
| Volksvertegenwoordiger       | Fractie     | Kieskring       | Opmerkingen |
| ---------------------------- | ----------- | --------------- | --- |
| Erik Arckens                 | Vlaams Blok | Brussel         | |
| Mathieu Boutsen              | Vlaams Blok | Limburg         | |
| Agnes Bruyninckx-Vandenhoudt | Vlaams Blok | West-Vlaanderen | |
| Herman De Reuse              | Vlaams Blok | West-Vlaanderen | |
| Hilde De Lobel               | Vlaams Blok | Antwerpen       | Vervangt vanaf 19 april 2006 Rob Verreycken, die de nationale politiek verlaat. |
| Filip Dewinter               | Vlaams Blok | Antwerpen       | Voorzitter van de Vlaams Blok/Vlaams Belang-fractie. |
| Marijke Dillen               | Vlaams Blok | Antwerpen       | Ondervoorzitter. |
| Pieter Huybrechts            | Vlaams Blok | Antwerpen       | |
| Werner Marginet              | Vlaams Blok | Oost-Vlaanderen | |
| Katleen Martens              | Vlaams Blok | Limburg         | Vervangt vanaf 21 december 2004 Jean Geraerts, die de nationale politiek verlaat. |
| An Michiels                  | Vlaams Blok | Vlaams-Brabant  | |
| Marie-Rose Morel             | Vlaams Blok | Antwerpen       | |
| Jan Penris                   | Vlaams Blok | Antwerpen       | Vervangt vanaf 6 juli 2004 Gerolf Annemans, die verkiest om in de Kamer van volksvertegenwoordigers te blijven zetelen. Penris is voorzitter van de commissie Wonen, Stedelijk Beleid, Inburgering en Gelijke Kansen. |
| Johan Deckmyn                | Vlaams Blok | Oost-Vlaanderen | Vervangt vanaf 6 juli 2004 Francis Van den Eynde, die verkiest om in de Kamer van volksvertegenwoordigers te blijven zetelen. |
| Stefaan Sintobin             | Vlaams Blok | West-Vlaanderen | |
| Felix Strackx                | Vlaams Blok | Vlaams-Brabant  | |
| Erik Tack                    | Vlaams Blok | Oost-Vlaanderen | |
| Marleen Van den Eynde        | Vlaams Blok | Antwerpen       | |
| Wim Van Dijck                | Vlaams Blok | Vlaams-Brabant  | Vervangt vanaf 6 juli 2004 Filip De Man, die verkiest om in de Kamer van volksvertegenwoordigers te blijven zetelen. |
| Frank Creyelman              | Vlaams Blok | Antwerpen       | Vervangt vanaf 4 juli 2007 Freddy Van Gaever, die lid wordt van de Belgische Senaat. |
| Roland Van Goethem           | Vlaams Blok | Vlaams-Brabant  | |
| Joris Van Hauthem            | Vlaams Blok | Vlaams-Brabant  | |
| Greet Van Linter             | Vlaams Blok | Brussel         | Vervangt vanaf 6 juli 2004 Johan Demol, die verkiest om in het Brussels Hoofdstedelijk Parlement te blijven zetelen. |
| Luk Van Nieuwenhuysen        | Vlaams Blok | Antwerpen       | Ondervoorzitter. |
| Karim Van Overmeire          | Vlaams Blok | Oost-Vlaanderen | Voorzitter van de commissie Buitenlands Beleid, Europese Aangelegenheden, Internationale Samenwerking en Toerisme. |
| Gerda Van Steenberge         | Vlaams Blok | Oost-Vlaanderen | Voorzitter van de commissie Brussel en Vlaamse Rand. |
| Christian Verougstraete      | Vlaams Blok | West-Vlaanderen | Vervangt vanaf 6 juli 2004 Frank Vanhecke, die verkiest om in het Europees Parlement te blijven zetelen. |
| Leo Pieters                  | Vlaams Blok | Limburg         | Vervangt vanaf 4 juli 2007 Linda Vissers, die lid wordt van de Kamer van volksvertegenwoordigers. |
| Frans Wymeersch              | Vlaams Blok | Oost-Vlaanderen | |
| Monique Moens                | Vlaams Blok | Brussel         | Zetelt vanaf 26 april 2007 als onafhankelijke. |
| John Vrancken                | Vlaams Blok | Limburg         | Zetelt vanaf 23 augustus 2008 als onafhankelijke. |
| Jurgen Verstrepen            | Vlaams Blok | Antwerpen       | Zetelt vanaf 18 april 2007 als onafhankelijke. |
| Johan Verstreken             | CD&V        | West-Vlaanderen | Vervangt vanaf 6 juli 2004 Hendrik Bogaert, die verkiest om in de Kamer van volksvertegenwoordigers te blijven zetelen. |
| Ludwig Caluwé                | CD&V        | Antwerpen       | Voorzitter van de CD&V-fractie vanaf 22 juli 2004. |
| Sonja Claes                  | CD&V        | Limburg         | Vervangt vanaf 7 februari 2007 Hubert Brouns, die de nationale politiek verlaat. |
| Martine Fournier             | CD&V        | West-Vlaanderen | Vervangt vanaf 4 juli 2007 Hilde Crevits, minister in de Vlaamse Regering. |
| Jos De Meyer                 | CD&V        | Oost-Vlaanderen | |
| Carl Decaluwe                | CD&V        | West-Vlaanderen | Ondervoorzitter. |
| Tom Dehaene                  | CD&V        | Vlaams-Brabant  | |
| Lode Ceyssens                | CD&V        | Limburg         | Vervangt vanaf 7 januari 2009 Veerle Heeren, minister in de Vlaamse Regering. Heeren was secretaris tot 6 januari 2009. |
| Kathleen Helsen              | CD&V        | Antwerpen       | |
| Vera Jans                    | CD&V        | Limburg         | |
| Jan Laurys                   | CD&V        | Vlaams-Brabant  | |
| Luc Martens                  | CD&V        | West-Vlaanderen | Voorzitter van de commissie Welzijn, Volksgezondheid en Gezin. |
| Erik Matthijs                | CD&V        | Oost-Vlaanderen | Secretaris vanaf 7 januari 2009. |
| Frans Peeters                | CD&V        | Antwerpen       | |
| Sabine Poleyn                | CD&V        | West-Vlaanderen | |
| Tinne Rombouts               | CD&V        | Antwerpen       | |
| Johan Sauwens                | CD&V        | Limburg         | |
| Joke Schauvliege             | CD&V        | Oost-Vlaanderen | |
| Cindy Franssen               | CD&V        | Oost-Vlaanderen | Vervangt vanaf 4 juli 2007 Etienne Schouppe, die lid wordt van de Belgische Senaat. |
| Miet Smet                    | CD&V        | Oost-Vlaanderen | |
| Luc Van den Brande           | CD&V        | Antwerpen       | |
| Koen Van den Heuvel          | CD&V        | Antwerpen       | |
| Monica Van Kerrebroeck       | CD&V        | Oost-Vlaanderen | Voorzitter van de commissie Onderwijs, Vorming, Wetenschap en Innovatie. |
| Eric Van Rompuy              | CD&V        | Vlaams-Brabant  | Vanaf 13 december 2007 voorzitter van de commissie Economie, Werk en Sociale Economie. |
| Paul Delva                   | CD&V        | Brussel         | Vervangt vanaf 4 juli 2007 Steven Vanackere, minister in de Vlaamse Regering. |
| Jan Verfaillie               | CD&V        | West-Vlaanderen | |
| Ward Kennes                  | CD&V        | Antwerpen       | Vervangt vanaf 30 april 2008 Cathy Berx, die provinciegouverneur van Antwerpen wordt. Berx verving van 22 juli 2004 tot 30 april 2008 Inge Vervotte, minister in de Vlaamse Regering. |
| Dirk de Kort                 | CD&V        | Antwerpen       | Vervangt vanaf 4 juli 2007 Bart De Wever (N-VA), die lid wordt van de Kamer van volksvertegenwoordigers. De Wever was van 22 juli tot 9 november 2004 voorzitter van de N-VA-fractie. |
| Louis Bril                   | VLD         | West-Vlaanderen | |
| Karlos Callens               | VLD         | West-Vlaanderen | Vervangt vanaf 22 juli 2004 Vincent Van Quickenborne, staatssecretaris in de Federale Regering. |
| Bob Verstraete               | VLD         | Vlaams-Brabant  | Vervangt vanaf 17 oktober 2007 Patricia Ceysens, minister in de Vlaamse Regering. Ceysens was voorzitter van de VLD-Vivant/Open Vld-fractie van 22 juli 2004 tot 9 oktober 2007. |
| Fientje Moerman              | VLD         | Oost-Vlaanderen | Vervangt vanaf 13 februari 2008 Marc Cordeel, die de nationale politiek verlaat. Cordeel verving van 6 juli 2004 tot 13 februari 2008 Karel De Gucht, die verkoos om in de Kamer van volksvertegenwoordigers te blijven zetelen. |
| Marnic De Meulemeester       | VLD         | Oost-Vlaanderen | |
| Stern Demeulenaere           | VLD         | West-Vlaanderen | |
| Annick De Ridder             | VLD         | Antwerpen       | |
| Hilde Eeckhout               | VLD         | Oost-Vlaanderen | Vervangt vanaf 1 december 2004 André Denys, die provinciegouverneur van Oost-Vlaanderen wordt. Denys was ondervoorzitter tot 26 november 2004. |
| Jaak Gabriëls                | VLD         | Limburg         | Voorzitter van de commissie Algemeen Beleid, Financiën en Begroting vanaf 23 oktober 2007. |
| Sven Gatz                    | VLD         | Brussel         | Tot 16 oktober 2007 voorzitter van de commissie Algemeen Beleid, Financiën en Begroting en voorzitter van de Open Vld-fractie vanaf 10 oktober 2007. |
| Dominique Guns               | VLD         | Vlaams-Brabant  | |
| Margriet Hermans             | VLD         | Antwerpen       | |
| Anne Marie Hoebeke           | VLD         | Oost-Vlaanderen | |
| Patrick Lachaert             | VLD         | Oost-Vlaanderen | Voorzitter van de commissie Leefmilieu en Natuur, Landbouw, Visserij en Plattelandsbeleid en Ruimtelijke Ordening en Onroerend Erfgoed. |
| Laurence Libert              | VLD         | Limburg         | Vervangt vanaf 6 december 2006 Gilbert Van Baelen, die gedeputeerde van Limburg wordt. Van Baelen verving van 22 juli 2004 tot 6 december 2006 Marino Keulen, minister in de Vlaamse Regering. |
| Hugo Philtjens               | VLD         | Limburg         | Vervangt vanaf 6 juli 2004 Patrick Dewael, minister in de Federale Regering. |
| Herman Schueremans           | VLD         | Vlaams-Brabant  | |
| Hans Schoofs                 | VLD         | Antwerpen       | Vervangt vanaf 4 juli 2007 Bart Somers, die lid wordt van de Kamer van volksvertegenwoordigers. |
| Julien Van Aperen            | VLD         | Antwerpen       | Vervangt vanaf 22 juli 2004 Dirk Van Mechelen, minister in de Vlaamse Regering. |
| Marc van den Abeelen         | VLD         | Antwerpen       | Vervangt vanaf 6 juli 2004 Dirk Sterckx, die verkiest om in het Europees Parlement te blijven zetelen. Van den Abeelen is voorzitter van de commissie Openbare Werken, Mobiliteit en Energie. |
| Vera Van der Borght          | VLD         | Oost-Vlaanderen | |
| Marleen Vanderpoorten        | VLD         | Antwerpen       | Ondervoorzitter van 22 december 2004 tot 13 juli 2006 en parlementsvoorzitter vanaf 13 juli 2006. |
| Francis Vermeiren            | VLD         | Vlaams-Brabant  | Secretaris. |
| Paul Wille                   | VLD         | Oost-Vlaanderen | Vervangt vanaf 6 juli 2004 Guy Verhofstadt, minister in de Federale Regering. |
| Patrick De Klerck            | VLD         | West-Vlaanderen | Vervangt vanaf 4 juli 2007 Jean-Marie Dedecker, die lid wordt van de Kamer van volksvertegenwoordigers. Dedecker zetelde van 18 oktober tot 4 december 2006 en van 10 december 2006 tot 4 juli 2007 als onafhankelijke en maakte van 4 december tot 10 december 2006 deel uit van de N-VA-fractie.                                                                                       |
| Elke Roex                    | sp.a        | Brussel         | Vervangt vanaf 22 juli 2004 Bert Anciaux (spirit), minister in de Vlaamse Regering. |
| Gilbert Bossuyt              | sp.a        | West-Vlaanderen | Ondervoorzitter vanaf 7 januari 2009. |
| Els Robeyns                  | sp.a        | Limburg         | Vervangt vanaf 1 februari 2006 Herman Reynders, die de nationale politiek verlaat. Reynders verving van 6 juli 2004 tot 1 februari 2006 Hilde Claes, die verkoos om in de Kamer van volksvertegenwoordigers te blijven zetelen. |
| Bart Van Malderen            | sp.a        | Oost-Vlaanderen | Vervangt vanaf 25 september 2006 Norbert De Batselier, die de nationale politiek verlaat. De Batselier was tot 12 juli 2006 voorzitter van het Vlaams Parlement en voorzitter van de commissie Binnenlandse Aangelegenheden, Bestuurszaken, Institutionele en Bestuurlijke Hervorming en Decreetsevaluatie.                                                                              |
| Kurt De Loor                 | sp.a        | Oost-Vlaanderen | Vanaf 24 oktober 2006 voorzitter van de commissie Binnenlandse Aangelegenheden, Bestuurszaken, Institutionele en Bestuurlijke Hervorming en Decreetsevaluatie. |
| Else De Wachter              | sp.a        | Vlaams-Brabant  | |
| Patrick Janssens             | sp.a        | Antwerpen       | |
| Bart Martens                 | sp.a        | Antwerpen       | |
| Jo Vermeulen                 | sp.a        | Antwerpen       | Vervangt vanaf 9 januari 2008 Caroline Gennez, die het mandaat van Vlaams Parlementslid niet langer wil combineren met het partijvoorzitterschap van sp.a. Gennez verving van 6 juli 2004 tot 9 januari 2008 Maya Detiège, die verkoos om in de Kamer van volksvertegenwoordigers te blijven zetelen, en was voorzitter van de sp.a-Spirit-fractie van 22 juli 2004 tot 6 november 2007. |
| Robert Voorhamme             | sp.a        | Antwerpen       | Vervangt vanaf 22 juli 2004 Kathleen Van Brempt, minister in de Vlaamse Regering. |
| Anissa Temsamani             | sp.a        | Antwerpen       | |
| Marcel Logist                | sp.a        | Vlaams-Brabant  | |
| Philippe De Coene            | sp.a        | West-Vlaanderen | Vervangt vanaf 7 januari 2009 Jacky Maes, die de nationale politiek verlaat. Maes was ondervoorzitter van 25 september 2006 tot 31 december 2008. |
| Chokri Mahassine             | sp.a        | Limburg         | |
| Jan Roegiers                 | Spirit      | Oost-Vlaanderen | |
| Ludo Sannen                  | sp.a        | Limburg         | Secretaris tot 7 november 2007 en vanaf 7 november 2007 voorzitter van de sp.a-Spirit/sp.a-VlaamsProgressieven/sp.a-fractie. |
| Joris Vandenbroucke          | Spirit      | Limburg         | Vervangt vanaf 1 juli 2005 Steve Stevaert, die provinciegouverneur van Limburg wordt. |
| Jos Bex                      | Spirit      | Vlaams-Brabant  | Vervangt vanaf 22 juli 2004 Bruno Tobback, minister in de Federale Regering. |
| Flor Koninckx                | sp.a        | Vlaams-Brabant  | Vervangt vanaf 22 juli 2004 Frank Vandenbroucke, minister in de Vlaamse Regering. |
| André Van Nieuwkerke         | sp.a        | West-Vlaanderen | Vervangt vanaf 6 juli 2004 Johan Vande Lanotte, minister in de Federale Regering. |
| Michèle Hostekint            | sp.a        | West-Vlaanderen | |
| Dany Vandenbossche           | sp.a        | Oost-Vlaanderen | Vervangt vanaf 6 juli 2004 Freya Van den Bossche, minister in de Federale Regering. Vandenbossche is voorzitter van de commissie Cultuur, Jeugd, Sport en Media en vanaf 7 november 2007 secretaris. |
| Els Van Weert                | Spirit      | Antwerpen       | Werd als staatssecretaris in de Federale Regering van 22 juli 2004 tot 10 januari 2007 opgevolgd door Herman Lauwers (spirit) en nadat die de nationale politiek verliet van 10 januari tot 21 december 2007 door Jo Vermeulen (sp.a). Van Weert zetelt vanaf 11 februari 2009 als onafhankelijke.                                                                                       |
| Dirk De Cock                 | Spirit      | Oost-Vlaanderen | Vervangt vanaf 11 januari 2006 Gracienne van Nieuwenborgh (sp.a), die de nationale politiek verlaat. De Cock zetelt vanaf 11 februari 2009 als onafhankelijke. |
| Bart Caron                   | Spirit      | West-Vlaanderen | Vervangt vanaf 22 juli 2004 Renaat Landuyt (sp.a), minister in de Federale Regering. Caron zetelt vanaf 4 februari 2009 als onafhankelijke. |
| Mark Demesmaeker             | N-VA        | Vlaams-Brabant  | |
| Geert Bourgeois              | N-VA        | West-Vlaanderen | Werd van 22 juli 2004 tot 30 september 2008 als minister in de Vlaamse Regering vervangen door Jan Loones. |
| Piet De Bruyn                | N-VA        | Vlaams-Brabant  | Vervangt vanaf 20 december 2007 Trees Merckx-Van Goey (CD&V), die de nationale politiek verlaat. Merckx-Van Goey was tot 11 december 2007 voorzitter van de commissie Economie, Werk en Sociale Economie |
| Jan Peumans                  | N-VA        | Limburg         | Voorzitter van de N-VA-fractie vanaf 1 januari 2007. |
| Helga Stevens                | N-VA        | Oost-Vlaanderen | |
| Kris Van Dijck               | N-VA        | Antwerpen       | Voorzitter van de N-VA-fractie van 10 november 2004 tot 31 december 2006. |
| Gino De Craemer              | N-VA        | West-Vlaanderen | De Craemer zetelt vanaf 12 januari 2009 als onafhankelijke. Hij vervangt vanaf 4 juli 2007 Stefaan De Clerck (CD&V), die lid wordt van de Kamer van volksvertegenwoordigers. De Clerck verving van 22 juli 2004 tot 4 juli 2007 Yves Leterme (CD&V), minister in de Vlaamse Regering. |
| Rudi Daems                   | Groen!      | Antwerpen       | Voorzitter van de Groen!-fractie vanaf 13 november 2007. |
| Vera Dua                     | Groen!      | Oost-Vlaanderen | |
| Eloi Glorieux                | Groen!      | Vlaams-Brabant  | |
| Jos Stassen                  | Groen!      | Oost-Vlaanderen | Voorzitter van de Groen!-fractie tot 6 november 2006. |
| Jef Tavernier                | Groen!      | West-Vlaanderen | |
| Mieke Vogels                 | Groen!      | Antwerpen       | Voorzitter van de Groen!-fractie van 7 november 2006 tot 12 november 2007. |
| Christian Van Eyken          | UF          | Vlaams-Brabant  | |